# Prefettura di Kpélé
La prefettura di Kpélé è una prefettura del Togo situata nella regione degli Altopiani con 75.890 abitanti al censimento 2010. Il capoluogo è la città di Kpélé-Adéta.
La prefettura è stata istituita il 26 novembre 2009 con delibera dell'assemblea nazionale.